# Billijke vergoeding
De billijke vergoeding is een Belgische regeling om de naburige rechten van muzikanten-vertolkers en producenten van muziek te vergoeden voor het gebruik in de publieke ruimte van door hun uitgevoerd of geproduceerd werk.
De Belgische vereniging van uitvoerende kunstenaars PlayRight en de Belgische vereniging van producenten Simim, beide collectieve beheersmaatschappijen, verdedigen voor hun leden de rechten en innen gezamenlijk bijdragen van de consumenten om deze aan de leden door te storten.
Pas sinds oktober 1999 worden de uitvoerende muzikanten en producenten vergoed via de regeling van de billijke vergoeding.  De wet van 30 juni 1994 betreffende het auteursrecht en de naburige rechten en de uitvoeringsbesluiten (pas in 1999) regelen die vergoeding voor het publieke gebruik van het muziekrepertoire.  Deze regelgeving is gebaseerd op de internationaal aanvaarde principes zoals deze in de Internationale Conventie van Rome van 1961 werden vastgelegd en door de richtlijnen van de Europese Unie van 1992 werden aangevuld.  Organisatoren van tijdelijke activiteiten, maar ook de hele horecasector, elke handelszaak waar muziek wordt uitgevoerd, culturele centra, jeugdhuizen en radio-omroepen dragen bij met specifieke regelingen en tarieven voor elke sector.
Bij de invoering van de aanrekening in 2000 is eerst ook een vordering opgesteld voor de periode 1996 tot 1999.  Achteraf bleek deze vordering niet rechtsgeldig en werd in 2007 overgegaan door Simim en PlayRight tot terugbetaling van de ten onrechte geïnde bedragen.
Sinds 2007 betaalt de Vlaamse overheid ook een afkoopsom aan de beheersmaatschappijen zodat onder bepaalde omstandigheden voor culturele activiteiten georganiseerd door het verenigingsleven en vrijwilligers van lokale en kleinschalige activiteiten in de Vlaamse Gemeenschap (Vlaams Gewest en Brussels Hoofdstedelijk Gewest) geen billijke vergoeding meer dient te worden geïnd.  Op die manier wordt een regeling getroffen die de kosten en de administratieve last bij de organisatie van sommige fuiven, wijkfeesten, straatbarbecues en dergelijke verlaagt.  De betrokken organisatoren hebben wel nog een aangifteplicht, die evenwel via een interactieve website kan vervuld worden.  Activiteiten in reguliere zalen vallen echter buiten deze vrijstelling.  Daar moet ofwel voor de zaal een jaarvergoeding, of voor elke activiteit apart een vergoeding betaald worden.
In Nederland is SENA belast met de inning en bescherming van deze nevenrechten.